# Quận Dare, North Carolina
Dare County là một quận nằm ở bang Bắc Carolina. Tại thời điểm năm 2000, quận có dân số 29.967 người. Quận lỵ đóng ở Manteo.6 Quận được đặt tên theo Virginia Dare.

## Địa lý
Theo Cục điều tra dân số Hoa Kỳ, quận có tổng diện tích 1,562 dặm Anh vuông (4,044 km²), trong đó, 384 dặm Anh vuông (993 km²) là diện tích đất và 1,178 dặm Anh vuông (3.051 km²) trong tổng diện tích (75,44%) là diện tích mặt nước.

### Các quận giáp ranh
- Quận Currituck (phía bắc)
- Quận Hyde (tây nam)
- Quận Tyrrell (tây)

### Các khu bảo tồn quốc gia
- Alligator River National Wildlife Refuge (một phần)
- Cape Hatteras National Seashore (một phần)
- Fort Raleigh National Historic Site
- Pea Island National Wildlife Refuge
- Wright Brothers National Memorial

## Thông tin nhân khẩu
Theo cuộc điều tra dân số2 tiến hành năm 2000, quận này có dân số 29.967 người, 12.690 hộ, và 8.450 gia đình sinh sống trong quận này. Mật độ dân số là 78 người trên mỗi dặm Anh vuông (30/km²). Đã có 26.671 đơn vị nhà ở với một mật độ bình quân là 70 trên mỗi dặm Anh vuông (27/km²). Cơ cấu chủng tộc của dân cư sinh sống tại quận này gồm 94,75% người da trắng, 2,66% người da đen hoặc người Mỹ gốc Phi, 0,28% người thổ dân châu Mỹ, 0,37% người gốc châu Á, 0,04% người các đảo Thái Bình Dương, 0,90% từ các chủng tộc khác, và 1,00% từ hai hay nhiều chủng tộc. 2,22% dân số là người Hispanic hoặc người Latin thuộc bất cứ chủng tộc nào.
Có 12,690 hộ trong đó có 27,30% có con cái dưới tuổi 18 sống chung với họ, 55,00% là những cặp kết hôn sinh sống với nhau, 8,10% có một chủ hộ là nữ không có chồng sống cùng, và 33,40% là không gia đình. 25,00% trong tất cả các hộ gồm các cá nhân và 7,90% có người sinh sống một mình và có độ tuổi 65 tuổi hay già hơn. Quy mô trung bình của hộ là 2,34 còn quy mô trung bình của gia đình là 2,79,
Phân bố độ tuổi của cư dân sinh sống trong huyện là 21,40% dưới độ tuổi 18, 6,30% từ 18 đến 24, 30,80% từ 25 đến 44, 27,70% từ 45 đến 64, và 13,80% người có độ tuổi 65 tuổi hay già hơn. Độ tuổi trung bình là 40 tuổi. Cứ mỗi 100 nữ giới thì có 101,50 nam giới. Cứ mỗi 100 nữ giới có độ tuổi 18 và lớn hơn thì, có 100,20 nam giới.
Thu nhập bình quân của một hộ ở quận này là $42.411, và thu nhập bình quân của một gia đình ở quận này là $49.302, Nam giới có thu nhập bình quân $31.240 so với mức thu nhập $24.318 đối với nữ giới. Thu nhập bình quân đầu người của quận là $23.614, Khoảng 5,50% gia đình và 8,00% dân số sống dưới ngưỡng nghèo, bao gồm 9,90% những người có độ tuổi 18 và 5,30% là những người 65 tuổi hoặc già hơn.

## Thành phố và thị xã
- Duck
- Kill Devil Hills
- Kitty Hawk
- Manteo
- Nags Head
- Southern Shores

## Các cộng đồng không hợp nhất
- Avon
- Buxton
- Colington
- East Lake
- Frisco
- Hatteras
- Manns Harbor
- Roanoke Island
- Rodanthe
- Salvo
- Stumpy Point
- Wanchese
- Waves